# 大久保直彦
大久保 直彦（おおくぼ なおひこ、1936年（昭和11年）4月10日 - 2014年（平成26年）5月25日）は、日本の政治家。
衆議院議員（7期）、公明党国会対策委員長、公明党書記長、参議院議員（1期）、公明党参議院議員団長、公明副代表などを歴任。

## 経歴
1936年4月10日、現在の東京都千代田区に生まれる。國學院大學久我山高等学校を経て、1959年（昭和34年）早稲田大学政治経済学部を卒業後、証券会社勤務を経て聖教新聞社に入社。民主音楽協会常務理事を歴任し、公明党員となる。
1969年（昭和44年）12月27日、第32回衆議院議員総選挙に旧東京4区から立候補して初当選した。以降、衆議院議員に連続7選。
1970年（昭和45年）公明党と創価学会における政教分離問題をめぐり、公明党の渡部一郎が講演で他党に「薄ら馬鹿」と発言し、公明党国会対策委員長の職を解任される。大久保は後任の公明党国会対策委員長に就任し、以後15年に渡り国会対策委員長を務めた。1985年（昭和60年）公明党国会対策委員長を退任し、公明党副書記長に就任する。後任の公明党国会対策委員長には権藤恒夫が就任した。
1986年（昭和61年）12月、公明党臨時党大会で公明党書記長に就任する。1989年（平成元年）5月、公明党委員長の矢野絢也が明電工事件に絡んだことで公明党執行部が総退陣となり、公明党書記長を退任する。
1990年（平成2年）2月18日、第39回衆議院議員総選挙に立候補し落選する。
1992年（平成4年）7月26日、第16回参議院議員通常選挙比例区に立候補し当選。参議院議員団長に就任する。
1994年（平成6年）12月5日、公明の結成に参加し、公明副代表に就任する。1995年（平成7年）新進党と公明の参議院院内会派の平成会結成に参加し、平成会副会長に就任する。
1998年（平成10年）6月、通常国会の閉会と同時に政界を引退。政界引退後は創価学会杉並総区総主事、公明文化協会理事を務めた。公明党元副委員長の多田省吾と「公明党をサポートする会」を結成して活動を展開した。
2014年5月25日、脳梗塞により死去。78歳没。

## 親族
- 父 - 大久保徳二郎（作曲家）
- 義母 - 菊池章子（歌手）

## 役職歴

### 議会
- 参議院外務委員長
- 参議院運輸委員長
- 衆議院科学技術委員長

### 公明
- 副代表

### 公明党
- 参議院議員団長
- 書記長
- 副書記長
- 国会対策委員長

### その他
- 公明文化協会理事
- 創価学会杉並総区総主事
- 民主音楽協会常務理事

## 人物
- 1989年2月17日に開かれた衆議院予算委員会にて栗良平の『一杯のかけそば』を朗読し、貧しいながらも懸命に生きる庶民がいることを訴え、リクルート事件で主要閣僚が相次いで辞任し国民の信頼を失墜させたことについて、当時の首相竹下登に質問した。
- 1970年から1985年まで、公明党国会対策委員長として2688日間の職責を果たす。2014年2月8日に漆原良夫が記録を破るまで、この記録は公明党における国対委員長の最長在任記録だった[3]。